# Улица Рогова (Москва)
Улица Ро́гова — улица на северо-западе Москвы в районе Щукино Северо-Западного административного округа между улицей Максимова и Живописной улицей. На ней находятся ВНИИНМ и Курчатовский центр культуры.

## Происхождение названия
Названа в 1965 году в память о Михаиле Ивановиче Рогове (1880—1942) — участнике революций 1905 и 1917 годов, первом советском градоначальнике Москвы («Красный градоначальник»), одном из организаторов милиции. В 1958—1965 годах — Клубный переулок, по клубу Института атомной энергии.

## Описание
Улица Рогова начинается от улицы Максимова у Курчатовского центра культуры, проходит на запад, заканчивается на Живописной улице. На пересечении с Живописной протекает и впадает в Москву-реку Октябрьский северный, или Соболевский, ручей, левый приток Москвы-реки. Длина водотока Октябрьского ручья в прошлом составляла более 2 км, в открытом русле 0,3 км. Название образовано от антропонима (ср. фамилию Соболев). Другое название — Октябрьский — происходит от наименования близлежащей станции метро «Октябрьское Поле» и Октябрьского коллектора.

## Учреждения и организации
По нечётной стороне:
- № 1 — Курчатовский центр культуры;
- № 5А — Институт неорганических материалов имени академика А. А. Бочвара (ВНИИНМ). На территории установлен памятник-бюст А. А. Бочвару (1977, скульптор Н. Б. Никогосян, архитектор Т. А. Никогосян)[1]
- № 9, корпус 2 — школа-лицей «Возрождение»; отделение милиции 11 (МВД РФ, 4-е Управления 8-го Главного управления);
- № 11 — клуб спортивного ориентирования «Малахит-Щукино»;
- № 15, корпус 3 — детский сад № 265;

По чётной стороне:
- № 10 — ветеринарная клиника «Зоо Доктор»;
- № 22, корпус 2 — бани «Легкий пар»; караоке-бар «Русское застолье»;
- № 24 — центр творчества молодежи, инвалидов и малоимущих «Фортуна».